# Supermodelo
Supermodelo è un reality show spagnolo, basato sul format americano America's Next Top Model, in onda sul canale di stato Cuatro. 
Le prime due stagioni sono state mandate in onda normalmente, mentre la terza, trasmessa nel 2008, vedeva la partecipazione, oltre quella femminile, anche quella del sesso maschile, i quali facevano le stesse sfide e abitavano nella stessa casa, ma in una gara a parte.

## Edizioni
| Edizione | Première       | Vincitore/Vincitrice | Secondo/i classificato/i | Altri concorrenti | Numero di concorrenti | Sesso | Destinazione |
| -------- | -------------- | -------------------- | ------------------------ | --- | --------------------- | ----- | ------------ |
| 1        | 26 agosto 2006 | María José Gallego   | Yasmin García            | Odilia Pamela García, Christel Castaño, Cristina Palavra, Mayte Prieto, Yanira Català, Fina Rodrigo, Laura Beigveder, Graciela Tallón, Malena Costa, Elisabeth Kweku, Laura Negrete                                                            | 13                    | ♀     | Venezia      |
| 2        | 13 agosto 2007 | Noelia López         | Magdalena Pérez          | Irene Valerón, Paola Ditano, Raquel Hernández, Marta Abarrategui, Sandra Girón, Jessica Ruiz, Marta Vicente (ritirata), Silvia Salleras, Paula Hidalgo, Paula Bernaldez, Zaida Rodríguez (ritirata), Paloma Bloyd, Alba Carillo, Isabel Cañete | 16                    | ♀     | Londra       |
| 3        | 19 maggio 2008 | Eva Prieto           | Amparo Gracia            | Isabel Conejo, Nora Garate, Raquel Martinez, Marcela Fuentes, Catalina Agilar, Yara Cobo, Mamen Solís, Belén Alarcón | 20                    | ♀     | Parigi       |
| 3        | 19 maggio 2008 | Oliver Baggerman     | Javier Vázquez           | Abdel Abdelkader, Mario Rodríguez, Luis Jemenez, Benito Daza, Andres Moreno, Arturo Galue, Iván Plata, Aarón Marinez | 20                    | ♂     | Parigi       |